# Jérémy Toulalan
Jérémy Toulalan (nascut a Nantes, França, el 10 de setembre de 1983) és un jugador de futbol professional francès que actualment es troba sense equip. La seva posició al camp és de migcentre defensiu, però també és possible que jugui de central.

## Trajectòria esportiva
Toulalan va néixer a Nantes (França) el 10 de setembre de 1983. Des de petit va començar a jugar a futbol en el Nantes.
Va començar a jugar a la lliga professional de futbol francès La ligue el 2000 amb el FC Nantes. Amb aquest club va completar 121 partits, en els quals va marcar un gol. Després de 6 temporades amb aquest mateix club, va ser fitxat pel campió francès, l'Olympique de Lió, amb el qual va consolidar-se com a jugador professional assolint la internacionalitat amb la seva selecció, amb l'Olympique va disputar més de 160 partits i marcant 1 gol. L'estiu del 2011 es va confirmar el seu traspàs a l'equip andalús del Màlaga CF, embarcant-se d'aquesta manera en un ambiciós projecte a les ordres de Manuel Pellegrini.

## Estadístiques

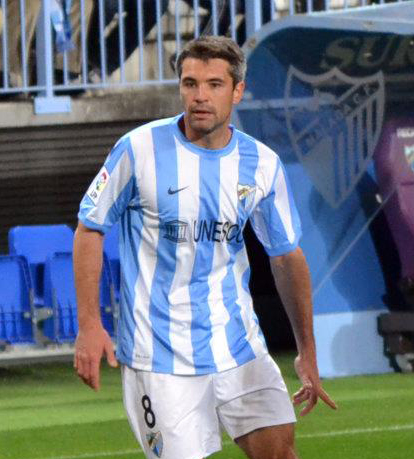
Toulalan jugant al Màlaga CF el 2012.

| Temporada   | Club             | Campionat  | Campionat | Campionat | Campionat | Campionat | Copa d'Europa | Copa d'Europa | Copa d'Europa | Selecció | Selecció |
| Temporada   | Club             | Divisió    | Partits   | Gols      | Targetes  | Targetes  | Tipus         | Partits       | Gols          | Partits  | Gols     |
| ----------- | ---------------- | ---------- | --------- | --------- | --------- | --------- | ------------- | ------------- | ------------- | -------- | -------- |
| Temporada   | Club             | Divisió    | Partits   | Gols      | grogues   | vermelles | Tipus         | Partits       | Gols          | Partits  | Gols     |
| 2000 - 2001 | FC Nantes        | 4          | 0         | 6         | 1         | -         | -             | -             | -             | -        |          |
| 2001 - 2002 | FC Nantes        | Division 1 | 1         | 0         | 1         | -         | C1            | 1             | -             | -        | -        |
| 2002 - 2003 | FC Nantes        | Ligue 1    | 13        | 0         | 2         | -         | -             | -             | -             | -        | -        |
| 2003 - 2004 | FC Nantes        | Ligue 1    | 20        | 0         | 6         | -         | -             | -             | -             | -        | -        |
| 2004 - 2005 | FC Nantes        | Ligue 1    | 31        | 1         | 9         | -         | -             | -             | -             | -        | -        |
| 2005 - 2006 | FC Nantes        | Ligue 1    | 29        | 0         | 7         | -         | -             | -             | -             | -        | -        |
| 2006 - 2007 | Olympique de Lió | Ligue 1    | 32        | 0         | 5         | -         | C1            | 7             | 0             | 4        | 0        |
| 2007 - 2008 | Olympique de Lió | Ligue 1    | 30        | 0         | 6         | -         | C1            | 5             | 0             | 12       | 0        |
| 2008 - 2009 | Olympique de Lió | Ligue 1    | 33        | 0         | 6         | -         | C1            | 8             | 0             | 10       | 0        |
| 2009 - 2010 | Olympique de Lió | Ligue 1    | 23        | 0         | 1         | -         | C1            | 4             | 0             | 4        | 0        |

## Palmarès
Olympique Lyonnais
- 2 Ligue 1: 2006-07, 2007-08.
- 1 Copa francesa: 2007-08.
- 2 Supercopa francesa: 2006, 2007.